# Ander Puig
Ander Puig   (Barcelona, 2001) és un actor català principalment conegut per interpretar en Nico a la sisena temporada de la sèrie de Netflix Élite.

## Biografia
Nascut a Barcelona el 2001, amb 23 anys es va reconèixer com a home trans. Va estudiar un grau superior de producció audiovisual al Centre Villar i dos anys d'interpretació davant de la càmera a l'Estudi Karloff.
Va iniciar la seva carrera actoral professional el 2021 a la sèrie de Movistar Plus+ Los espabilados. Després va aconseguir el paper protagonista a la sèrie web de RTVE Play Ser o no ser.
Posteriorment, va aconseguir un paper en la sisena temporada d'⁣Élite, on interpreta un noi trans anomenat Nico.

## Filmografia
| Any            | Títol           | Personatge                                         | Cadena         | Notes       |
| -------------- | --------------- | -------------------------------------------------- | -------------- | ----------- |
| 2021           | Los espabilados |                                                    | Movistar Plus+ | 7 episodis  |
| 2022 - present | Ser o no ser    | Joel                                               | Playz          | 12 episodis |
| 2022 - 2023    | Elit            | Nicolás "Nico" Alfonso Fernández de Velasco Vivers | Netflix        | 16 episodis |